# LeJerald Betters
LeJerald Betters (né le 6 février 1988 à Waco au Texas) est un athlète américain spécialiste du 400 mètres.

## Biographie
Étudiant à l'Université Baylor de Waco, il remporte le titre du relais 4 × 400 mètres des Championnats NCAA 2008 pour le compte des Baylor Bears. Lors de cette compétition, il descend pour la première fois sous la barrière des 45 secondes avec le temps de 44 s 83, terminant troisième de l'épreuve individuelle. Plus tard dans la saison, il remporte la médaille d'or du 400 m lors des Championnats NACAC.
En 2010, LeJerald Betters participe aux séries du relais 4 × 400 m des Championnats du monde en salle de Doha et permet à l'équipe des États-Unis d'accéder à la finale. Deuxième des Championnats des États-Unis de Des Moines en 44 s 71 derrière son compatriote Greg Nixon, il améliore son record personnel lors du meeting Athletissima de Lausanne où il s'incline face à Jeremy Wariner avec le temps de 44 s 70.